# Tratados constitutivos de la Unión Europea
Los Tratados constitutivos de la Unión Europea son el conjunto de tratados internacionales de los denominados «constitutivos», que constituyen la norma suprema del ordenamiento jurídico europeo, a la que están sujetos todos los poderes públicos y ciudadanos de la Unión. Estos Tratados confieren al Derecho de la Unión una «supremacía constitucional» sobre el derecho y legislación nacionales de los Estados miembros. 
Actualmente son cuatro los textos constitutivos comunitarios:
- El Tratado de la Unión Europea[2] (TUE), texto base de inspiración de los principios constitucionales de la Unión.
- El Tratado de Funcionamiento de la Unión Europea[3] (TFUE), que antes se llamó Tratado constitutivo de la Comunidad Europea y, previamente, Tratado constitutivo de la Comunidad Económica Europea, heredero del Tratado de Roma, contiene la metodología y el peculiar engranaje jurídico-político que se ha dado en denominar método o sistema comunitario, donde se enmarcan y establecen la mayor parte de las políticas concretas que lleva a cabo la Unión.
- El Tratado constitutivo de la Comunidad Europea de la Energía Atómica[4] (Tratado Euratom), que pese a su naturaleza formal constitutiva, hoy en día surte una actividad políticamente residual.
- La Carta de los Derechos Fundamentales de la Unión Europea[5] (CDF), que si bien no es en puridad un tratado, como sí lo son los anteriores, goza, en virtud de los mismos, de su mismo rango constitucional y de idéntico valor jurídico.[6]

Según la jurisprudencia del Tribunal de Justicia de la Unión Europea, estos tratados conforman la «constitución material» de la Unión Europea. Han sido reformados en numerosas ocasiones por medio de los tratados modificativos, el último de los cuales fue el Tratado de Lisboa, firmado en 2007 y en vigor desde diciembre de 2009. Lisboa introdujo numerosas disposiciones que, rescatadas de la nonata Constitución Europea de 2004, recogían de aquella preceptos de un gran simbolismo, con una vocación netamente constitucional; no obstante, los hubo que se hundieron con la propia Constitución. Como resultado, quedó un reconfigurado Tratado de la Unión Europea, el actual, que en su mismo nombre denota una poderosa voluntad omnicomprensiva de toda la organización "Unión Europea", acentuada por la nueva denominación del antiguo Tratado CE, renombrado "Tratado de Funcionamiento de la Unión", con inclinaciones claramente derivativas o secundarias respecto al TUE. En este tratado se contiene la mayor parte de los preceptos de aplicación más general, los valores y principios que informan a la propia Unión y su Derecho, las disposiciones institucionales básicas y, como residuo asistemático del método intergubernamental que la rige, la regulación de la política exterior y de seguridad común de la Unión, incluida la relativa a asuntos de la defensa.
Estos tratados constitutivos se diferencian del conocido como Derecho originario, del que forman indudablemente parte, porque su vocación formal y material es la permanencia, la codificación o unidad formal, y la completud, cualidades que no necesariamente distinguen al resto del Derecho originario (piénsese, por ejemplo, en los tratados de adhesión o en los tratados meramente modificativos). Son, en cualquier caso, su componente más importante.
En 2017 el presidente de Francia Emmanuel Macron y la canciller alemana Angela Merkel manifestaron su voluntad de impulsar una refundación de la Unión Europea reformando los Tratados constitutivos de ser necesario.

## El Tratado de la Unión Europea
El Tratado de Maastricht (oficialmente, Tratado de la Unión Europea o TUE) es, junto al Tratado de Funcionamiento de la Unión Europea, uno de los tratados fundacionales y constitutivos de la Unión Europea. Firmado en la ciudad neerlandesa (Países Bajos) de Maastricht el 7 de febrero de 1992, entró en vigor el 1 de noviembre de 1993 y fue concebido como la culminación política de un conjunto normativo, vinculante para todos los Estados miembros de la Unión Europea, tanto para los futuros miembros como para los estados firmantes en el momento del tratado.
El TUE original estaba formado por una serie de tratados preexistentes, los entonces vigentes eran tres, con los nombres de las respectivas Comunidades Europeas a que daban lugar: el Tratado constitutivo de la Comunidad Europea del Carbón y del Acero, el Tratado constitutivo de la Comunidad Europea de la Energía Atómica y el Tratado constitutivo de la Comunidad Económica Europea. Esos tres tratados están considerados como el pilar comunitario (o primer pilar) y el TUE viene a añadir otros dos pilares político-jurídicos de nuevo cuño, que él mismo regula: la política exterior y de seguridad común (o segundo pilar, PESC) y los asuntos de justicia e interior (JAI) o tercer pilar. Se concebía así el conjunto como un templo griego, conformado sobre tres grandes pilares de integración y funcionamiento que levantaban un frontón, la nueva Unión Europea, que presidía todo el paisaje comunitario y lo integraba en una superestructura.

## El Tratado de Funcionamiento
El Tratado de Funcionamiento de la Unión Europea (TFUE) —inicialmente, Tratado constitutivo de la Comunidad Económica Europea—  es uno de los Tratados constitutivos, que organiza el funcionamiento de las instituciones de la Unión Europea y determina los ámbitos, la delimitación y las condiciones de ejercicio de sus competencias de gobierno. Es uno de los cuatro textos que conforman la denominada "constitución material de la Unión Europea", junto con el Tratado de la Unión (TUE), el Tratado Euratom y la Carta de Derechos Fundamentales (CDF).
El TFUE fue firmado en Roma en 1957 bajo el nombre de "Tratado constitutivo de la Comunidad Económica Europea". Desde entonces ha sobrevivido con diversas reformas y distintas denominaciones introducidas por instrumentos posteriores: 
- Entre 1957-1992, "Tratado Constitutivo de la Comunidad Económica Europea".
- Entre 1992-2009, "Tratado Constitutivo de la Comunidad Europea", y;
- A partir de 2009, desde la entrada en vigor del Tratado de Lisboa, la actual denominación de "Tratado de Funcionamiento de la Unión Europea".

De esta forma, el TFUE es, junto al Tratado Euratom (también de 1957), el más antiguo de los tratados que fundamentan jurídicamente la actual Unión Europea. 

## El Tratado Euratom
Tras la Guerra del Sinaí en 1956, la Asamblea Europea propuso ampliar las funciones de la Comunidad Europea del Carbón y del Acero (CECA) para cubrir otras fuentes de energía. Sin embargo, Jean Monnet, arquitecto y presidente de la CECA, quería la creación de una comunidad separada dedicada a la energía nuclear. El ingeniero francés Louis Armand encabezó un estudio sobre la posibilidad de utilizar la energía nuclear civil en Europa; su informe concluyó que era necesario un amplio desarrollo nuclear para cubrir el déficit creado por el agotamiento de los recursos de carbón y reducir la dependencia de los productores de petróleo.
Más allá de la coordinación de las políticas energéticas, los estados del Benelux y Alemania Occidental querían la creación de un mercado común global; sin embargo, esta idea encontró resistencia proteccionista en Francia, y Jean Monnet consideró la tarea demasiado compleja. Para llegar a un compromiso, Monnet propuso entonces crear dos comunidades en paralelo: Euratom y Comunidad Económica Europea (CEE).
La Conferencia intergubernamental para el Mercado Común y Euratom, celebrada en el castillo de Val Duchesse, en Bruselas, en 1956, permitió redactar los elementos esenciales del nuevo tratado. Euratom se centraría en la cooperación en el entonces popular campo nuclear y compartiría con la CEE el Parlamento y el Tribunal de Justicia, pero no el ejecutivo. Euratom tendría su propia Comisión, con poderes menos significativos que los de la Alta Autoridad de la CECA, y su Consejo. El 25 de marzo de 1957, el Tratado Euratom fue firmado por los seis miembros fundadores de la CECA y entró en vigor el 1 de enero de 1958. Se firmó junto con el tratado del mercado común europeo que daba origen a la Comunidad Económica Europea (CEE). El acto se inició a las seis de la tarde en el salón de los Horacios y los Curiacios del histórico edificio del Campidoglio —palacio municipal romano—, ubicado en la colina Capitolina.
Se establece como objetivo, dado el déficit generalizado de energía «tradicional» de los años cincuenta, el desarrollo e independencia de una industria propia nuclear europea mediante la creación de un mercado común de equipos y materiales nucleares, así como el establecimiento de unas normas básicas en materia de seguridad y protección de la población.
El tratado, que fue rubricado por los seis países fundadores de la Comunidad Europea del Carbón y del Acero y la Comunidad Económica Europea, el primero en firmar y en representación de Alemania occidental fue el canciller Konrad Adenauer; por Francia, su ministro de asuntos exteriores Christian Pineau, por Bélgica Paul-Henri Spaak, por Italia Gaetano Martino, por Luxemburgo Joseph Bech y por los Países Bajos Joseph Luns, entró en vigor el 1 de enero de 1958.
En él se establecían sus instituciones: Asamblea parlamentaria, Tribunal de Justicia, Consejo de Ministros y Comisión del Euratom. Las dos primeras eran comunes con las dos otras Comunidades, mientras las dos últimas fueron propias y diferentes hasta la entrada en vigor del Tratado de Fusión de los Ejecutivos en 1967.
Para financiar los gastos del Mercado común se crea el Banco Europeo de Inversiones, que iniciara su actividad con un capital equivalente a mil millones de dólares; el Fondo Europeo para Instrucción Profesional y el Fondo de Inversiones en el Exterior, dotado con un capital equivalente a 581 millones de dólares.

## La Carta de los Derechos Fundamentales
La Carta de los Derechos Fundamentales de la Unión Europea es un documento en el que se recogen todos los derechos civiles, políticos, jurídicos, sociales y económicos de los habitantes y ciudadanos de la Unión Europea. Fue proclamada por el Parlamento Europeo, el Consejo y la Comisión el 7 de diciembre de 2000 en Niza. Es uno de los cuatro Tratados constitutivos de la Unión Europea.
Los derechos consagrados en este texto son la dignidad, la libertad, la igualdad, la solidaridad, la ciudadanía y la justicia, los cuales ya se recogen en el Convenio Europeo para la Protección de los Derechos Humanos, en la Carta Social Europea del Consejo de Europa, en la Carta Comunitaria de los Derechos Sociales Fundamentales de los Trabajadores, y a su vez en las propias constituciones de los Estados miembros de la Unión, así como en otros convenios internacionales que han firmado los Estados de la Unión Europea. 
Una versión revisada de la Carta fue proclamada el 12 de diciembre de 2007 en Estrasburgo, antes de la firma del Tratado de Lisboa; una vez ratificado este, hace la Carta legalmente vinculante para todos los países con excepciones para Polonia y el Reino Unido. La versión actualizada de la Carta fue firmada por el presidente del Parlamento Europeo Hans-Gert Poettering, el presidente de la Comisión Europea José Manuel Barroso y el primer ministro portugués José Sócrates, presidente del Consejo Europeo por aquel entonces.
La carta no forma parte del Tratado de Lisboa (estaba previsto que formara parte de la Constitución Europea, pero al no aprobarse esta, se modificó la previsión), pero por la remisión en el artículo 6 del Tratado de la Unión Europea tras la reforma de Lisboa se hace vinculante para todos los Estados. 
Al ser parte de los Tratados constitutivos la Carta y los derechos que emanan de ella, tienen supremacía legal sobre el derecho nacional, incluyendo las constituciones de los Estados miembros, por lo que aunque un derecho no esté reconocido en la legislación de un Estado, éste al ser firmante de la Carta, deberá reconocerlo.[cita requerida]
Además de la Carta propiamente dicha, la Convención que la elaboró redactó también unas «explicaciones» que detallan el origen de cada precepto, y sirven como guía para la interpretación de la misma.
Por primera vez, se han reunido en un único documento todos los derechos que hasta ahora se repartían en distintos instrumentos legislativos como las legislaciones nacionales y los convenios internacionales del Consejo de Europa, de las Naciones Unidas y de la Organización Internacional del Trabajo. Al dar visibilidad y claridad a los derechos fundamentales, la Carta contribuye a desarrollar el concepto de ciudadanía de la Unión, así como a crear un espacio de libertad, seguridad y justicia. La Carta refuerza la seguridad jurídica por lo que se refiere a la protección de los derechos fundamentales, protección que desde 1969 se garantizaba mediante la jurisprudencia del Tribunal de Justicia de la Unión Europea y con la actual redacción del Artículo 6 del Tratado de la Unión Europea.

## Cronología
| Firmado En vigor Documento        | 1948 Primer Tratado de Bruselas                       | 1951 1952 Tratado de París                    | 1954 1955 Segundo Tratado de Bruselas           | 1957 1958 Tratado de Roma                       | 1965 1967 Tratado de Fusión                     | 1975 N/A Declaración sobre la Unión Europea | 1986 1987 Acta Única Europea | 1992 1993 Tratado de Maastricht | 1992 1993 Tratado de Maastricht | 1997 1999 Tratado de Ámsterdam | 2001 2003 Tratado de Niza | 2007 2009 Tratado de Lisboa | 2007 2009 Tratado de Lisboa |  |  |  |  |  |  |  |  |
|                                   |                                                       |                                               |                                                 |                                                 |                                                 |                                             |                              |                                 |                                 |                                |                           |                             |                             |  |  |  |  |  |  |  |  |
| Tres pilares de la Unión Europea: |                                                       |                                               |                                                 |                                                 |                                                 |                                             |                              |                                 |                                 |                                |                           |                             |                             |  |  |  |  |  |  |  |  |
| Comunidades Europeas:             |                                                       |                                               |                                                 |                                                 |                                                 |                                             |                              |                                 |                                 |                                |                           |                             |                             |  |  |  |  |  |  |  |  |
|                                   | Comunidad Europea de la Energía Atómica (Euratom)     |                                               |                                                 |                                                 |                                                 |                                             |                              |                                 |                                 |                                |                           |                             |                             |  |  |  |  |  |  |  |  |
|                                   |                                                       |                                               | Comunidad Europea del Carbón y del Acero (CECA) | Comunidad Europea del Carbón y del Acero (CECA) | Comunidad Europea del Carbón y del Acero (CECA) | Expirado en 2002                            | Expirado en 2002             | Expirado en 2002                |                                 | Unión Europea (UE)             | Unión Europea (UE)        |                             |                             |  |  |  |  |  |  |  |  |
|                                   |                                                       |                                               | Comunidad Económica Europea (CEE)               | Comunidad Económica Europea (CEE)               | Comunidad Económica Europea (CEE)               |                                             |                              | Comunidad Europea (CE)          | Comunidad Europea (CE)          | Unión Europea (UE)             | Unión Europea (UE)        |                             |                             |  |  |  |  |  |  |  |  |
|                                   |                                                       | TREVI                                         | TREVI                                           | Asuntos de Justicia y de Interior (AJI)         |                                                 |                                             |                              | Comunidad Europea (CE)          | Comunidad Europea (CE)          | Unión Europea (UE)             | Unión Europea (UE)        |                             |                             |  |  |  |  |  |  |  |  |
|                                   | Cooperación Judicial y Policial en materia Penal (CE) | TREVI                                         | TREVI                                           | Asuntos de Justicia y de Interior (AJI)         |                                                 |                                             |                              |                                 |                                 | Unión Europea (UE)             | Unión Europea (UE)        |                             |                             |  |  |  |  |  |  |  |  |
|                                   | Cooperación Política Europea (CPE)                    | Política Exterior y de Seguridad Común (PESC) | Política Exterior y de Seguridad Común (PESC)   | Política Exterior y de Seguridad Común (PESC)   | Política Exterior y de Seguridad Común (PESC)   |                                             |                              |                                 |                                 | Unión Europea (UE)             | Unión Europea (UE)        |                             |                             |  |  |  |  |  |  |  |  |
| Órganos no consolidados           | Órganos no consolidados                               | Unión Europea Occidental (UEO)                | Unión Europea Occidental (UEO)                  | Unión Europea Occidental (UEO)                  | Unión Europea Occidental (UEO)                  | Unión Europea Occidental (UEO)              |                              |                                 |                                 |                                | Unión Europea (UE)        |                             |                             |  |  |  |  |  |  |  |  |
| Órganos no consolidados           | Órganos no consolidados                               | Unión Europea Occidental (UEO)                | Unión Europea Occidental (UEO)                  | Unión Europea Occidental (UEO)                  | Unión Europea Occidental (UEO)                  | Unión Europea Occidental (UEO)              | Expirado en 2011             |                                 |                                 |                                |                           |                             |                             |  |  |  |  |  |  |  |  |
|                                   |                                                       |                                               |                                                 |                                                 |                                                 |                                             |                              |                                 |                                 |                                |                           |                             |                             |  |  |  |  |  |  |  |  |